# 1987 en jeu vidéo
Cet article présente les faits marquants de l'année 1987 concernant le jeu vidéo.

## Événements
- 15 mai : sortie de la NES en Europe.
- 30 octobre : sortie de la PC-Engine de NEC au Japon.
- Activision rachète Infocom.
- Electronic Arts rachète Batteries Included.
- Lancement de l'Amiga 500 et de l'Amiga 2000, évolutions mineures de l'Amiga 1000.
- Création de sociétés : Maxis, GameTek, Apogee Software, Empire Interactive.
- Début du développement de Fire Emblem avant sa sortie en 1990.

## Principales sorties de jeux
- 27 janvier : Dragon Quest II sort sur NES au Japon.
- 20 février : Konami sort Contra
- 7 juillet : sortie de Metal Gear au Japon.
- 20 décembre : Sega sort au Japon Phantasy Star, premier jeu de rôle de la firme qui connaît le succès et  de nombreuses suites.
- Sortie de Castlevania de Konami.
- Tetris sort en Europe et aux États-Unis.
- Final Fantasy sort au Japon. Ce sera le premier épisode d'une longue série.
- Dungeon Master sort sur Atari ST. C'est le premier jeu de rôles en temps réel.
- Bubble Ghost, édité par Ere Informatique pour Atari ST, sort en France.

## Récompenses
Tilt d'or 1987
- Meilleur jeu de l'année : Marble Madness de Electronic Arts
- Meilleur jeu d'action : Trailblazer de Mr. Chip Software
- Meilleur jeu d'arcade : Goldrunner de Microdeal
- Meilleure simulation : Chuck Yeager's Advanced Flight Trainer de Electronic Arts
- Meilleur logiciel d'aventure : Le Manoir de Mortevielle de Lankhor
- Meilleur graphismes : Les Passagers du vent de Infogrames
- Meilleur bruitage : Le Manoir de Mortevielle de Lankhor
- Jeu le plus original (ex æquo) : The Sentinel de Firebird et Sapiens de Loriciels
- Prix spécial du jury : Cobrasoft